# Цај Ингвен
Цај Ингвен (кин: 蔡英文; Тајпеј, 31. август 1956) тајванска је политичарка и професорка која је вршила функцију председнице Републике Кине од 2016. до 2024. године и прва је жена која је изабрана на ту функцију. Била је председница Демократске прогресивне партије у два наврата, од 2008. до 2012. и од 2014. до 2018. године. Њен други председнички мандат започео је 11. јануара 2020. када је победила на изборима.